# 使用済自動車の再資源化等に関する法律
使用済自動車の再資源化等に関する法律（しようずみじどうしゃのさいしげんかとうにかんするほうりつ、平成14年7月12日法律第87号）は、資源のリサイクルに関する日本の法律である。略称は自動車リサイクル法。
2002年（平成14年）7月12日に公布、2005年（平成17年）1月1日から完全施行。

## 所管官庁
- 経済産業省製造産業局自動車課[1]
  - 公布時：立岡恒良 自動車課長 (任期 2001年1月6日～2003年6月30日)
  - 施行時：永塚誠一 自動車課長 (任期 2003年7月1日～2005年9月6日)
- 環境省環境再生・資源循環局総務課リサイクル推進室

## 自動車リサイクル法の概要
- 2000年に循環型社会を目指して制定された循環型社会形成推進基本法の実施法の一つ。
- 2005年1月1日から完全施行
- 使用済自動車（廃車）から出る資源をリサイクルして、有効活用するための法律
- 自動車メーカーがリサイクルの責任を果たす役割をする。
- 自動車の廃車時にかかるリサイクル費用を、基本的に新車購入時に支払う（リサイクル券を購入するという形をとる）[2]
- 自動車リサイクル促進センターが主導（2003年6月24日指定）

## 制定の背景
日本国内の廃棄される自動車は、1年間で約400万台（輸出を含めると約500万台、2002年現在）である。法の施行以前は、使用済自動車には、リサイクルできる鉄などの金属や、エンジンなどの部品が多く含まれているため、解体業者や破砕業者において有価物として引き取られ、利用できる部品などは整備して中古（リビルド）部品として流通されたり、鉄くずなどの形でリサイクルが行われていた。だが、有価金属を取り除いたあとに残る内装材料を中心としたシュレッダーダスト、爆発性のあるエアバッグ、オゾン層破壊の原因となるエアコンのフロン類については、処理が困難なため逆有償で処理しなければならず、不法投棄や不適正処理の原因となっていた。
そのため、使用済自動車のリサイクルと適正な処理を図るため、自動車製造業者にリサイクルの責任を果たすことを義務づけ、また、ユーザーにシュレッダーダスト、エアバッグ、フロン類の処理にかかる費用を負担することを義務づける法律が制定された。
具体的には新車の登録時、法律施行前に登録された車両については継続車検の際（1度のみ）に所定のリサイクル料金をあらかじめ収めなければならない。

## 法律の対象となる車
次に掲げるものを除く全ての自動車（トラック・バスなどの大型車や、ナンバープレートの付いていない構内車も含む）
- 被けん引車（トレーラー）
- 二輪車（原動機付自転車、側車付のものを含む）
- 大型特殊自動車、小型特殊自動車
- その他政令で定めるもの

対象となる自動車であっても、保冷貨物自動車の冷蔵装置など取り外して再度使用する装置（商用車の架装物を想定。詳細は政令で規定）は対象外。
※ この法律により使用済となった自動車は、その金銭的価値の有無に関わらずすべて廃棄物処理法に基づく廃棄物として扱われる。
なお、日本メーカー（本田技研工業・ヤマハ発動機・スズキ・川崎重工業）製二輪車については、自動車リサイクル法とは別に、メーカーが独自にリサイクルに乗り出すことになった。

### リサイクル料金
リサイクル料金は、メーカーや車種によって異なる。一般的に乗用車やトラックより、バスの方がリサイクル料金が高めとなっている。

#### 各メーカー発表の車種別リサイクル料金
- トヨタ
- 日産
- スバル

他、各社の公式サイトで確認されたい。